# 방구달
방구달(房九達)은 조선 초기의 문신이다. 본관은 남양(南陽)이며, 통훈대부(通訓大夫) 방사량(房士良)의 둘째 아들이다.

## 생애
1414년(태종 14년) 알성(謁聖) 문과(文科)에 을과로 급제하여, 승문원 박사, 이조좌랑(吏曹佐郞), 예조좌랑(禮曹佐郞), 군자감부정(軍資監副正) 등을 역임하였다.
1419년(명 영락 17년) 왜적이 충청도 지방을 지나서 요동으로 향하자 요동에 알렸다.
1422년(세종 4년) 예조 좌랑으로서 일본국 서해도(西海道) 준주 태수(駿州太守) 원공(源公)의 서신에 답하였는데, 그 답서에, “바친 예물은 삼가 당상(堂上)에 아뢰어, 위에 아뢰어 드리게 하였고, 겸하여 인민을 돌려보내기를 청한다는 말을 알게 하였다. 연전에 각도에 공문을 보내어 사람을 찾았으나 찾아내지 못했는데, 지금 사인(使人)에게 각 인(人)의 나온 연월을 자세히 물으니, 사랑오랑(四郞五郞)이 대답하기를, ‘근일의 일도 오히려 혹시 잊어버릴 수 있는데, 하물며 3, 4년 전의 일을 어찌 능히 기억하겠느냐. ’라고 하니, 이로 인하여 빙거(憑據)로 삼아 사람을 찾아 돌려보낼 길이 없으니 살피기 바란다. 사인(使人)이 돌아가는 편에 토산물을 부쳐 보내니 받아 주기 바란다.” 라고 하였다.

## 가족 관계
- 증조부 : 방태보(房台輔)
  - 조부 : 상호군(上護軍) 방주(房柱)
    - 부 : 방사량(房士良)

  - 외조부 : 백계(白磎)
    - 모 : 백계(白磎)의 딸
      - 형 : 방구행(房九行)
        - 조카 : 방유륜(房有倫)

      - 동생 : 방구성(房九成)
        - 조카 : 방계문(房戒文)
        - 조카 : 방순문(房恂文)

      - 부인 : 능직(陵直) 김수례(金壽禮)의 딸[4]